# Burton Jesse Hendrick
Burton Jesse Hendrick (New Haven, 1870 – 1949) è stato uno storico statunitense.

## Biografia
Nato a New Haven, nello Stato statunitense del Connecticut. Studiò alla Yale University, e fu redattore del The Yale Courant e The Yale Literary Magazine. Ebbe il Bachelor of Arts nel 1895, terminati gli studi, l'anno seguente lavorò presso il New Haven Morning News.
Scrisse in seguito per il New York Evening Post e il The New York Sun. Nel 1921 venne premiato con il premio Pulitzer per la storia per il testo The Victory at Sea scritto in collaborazione con William Sowden Sims, nel 1923 venne premiato con il Premio Pulitzer per la biografia e autobiografia per The Life and Letters of Walter H. Page e nel 1929 vinse ancora lo stesso premio per The Training of An American.

## Opere
- Ambassador Morgenthau's Story, 1919
- Age of Big Business, 1921
- Life and Letters of Walter H Page, 1923
- The Jews in America, 1923
- Biography of William Crawford Gorgas, 1924
- The Training Of An American: The Earlier Life and Letters of Walter H Page, 1928
- The Life of Andrew Carnegie, 1932
- The Lees of Virginia: Biography of a Family, 1935
- Bulwark of the Republic, A Biography of the Constitution, 1937
- Statesmen of the Lost Cause: Jefferson Davis and his Cabinet, 1939
- Lincoln's War Cabinet, 1946